# Pete Riski
Pete Riski est un réalisateur finlandais. C'est un ami d'enfance du chanteur du groupe Lordi, Mr. Lordi. Il est né dans le nord de la Finlande.

## Biographie
Pete Riski a toujours été un garçon assez calme. À cause de l'hiver prolongé qui règne là-bas, il ne faisait que regarder la télé et allait au cinéma local. À l'adolescence, il a tourné beaucoup de petits films d'horreur sur VHS ainsi que des clips pour les groupes locaux. Il étudia le cinéma à Helsinki. Ce n'est que lorsqu'il a 25 ans qu'il projette pour la première fois une vidéo à un festival. Aujourd'hui, Pete Riski est connu notamment grâce au film Dark Floors et travaille pour Grillifilms.

## Caractéristique
Ses vidéos sont différentes de ce que l'on a l'habitude de voir. En effet, il attache beaucoup d'importance au style visuel et rajoute toujours des petites histoires très intéressantes.
La musique a toujours eu une place importante pour lui.

## Filmographie
Pete Risk a réalisé tous les clips de Lordi, et il a également participé à la réalisation de Dark Floors.